# ジャネット・リン
ジャネット・リン（本名：ジャネット・リン・ノーウィッキ、Janet Lynn Nowicki, 1953年4月6日 - ）は、アメリカイリノイ州シカゴ出身の女性フィギュアスケート選手。1972年（昭和47年）札幌オリンピック女子シングル銅メダリスト。選手としてはファミリーネームを落とした名を使った。

## 経歴
シカゴの郊外で生まれた。3歳半で初めてスケート靴を履き、5歳からフィギュアの訓練を始めた。1966年、12歳でジュニアの国内選手権に優勝。
1968年には14歳で1968年グルノーブルオリンピックに出場した（9位）。グルノーブルオリンピックでは記者から「アメリカのもので何が一番恋しいですか?」と問われ、ハンバーガーと答えたことから、マクドナルドがアメリカ選手団に100個のハンバーガーを届け話題になった。その後、同大会で金メダルを獲得したペギー・フレミングがプロに転向すると、ジャネット・リンはアメリカ女子フィギュア界のエースとなった。1973年まで5年連続で全米選手権で優勝し、USレディース・シニア・ナショナル・チャンピオンの座にあった。
1972年（昭和47年）、18歳の時に札幌オリンピックに出場。フリーではシットスピンで転倒、尻もちをつく失敗があったものの、その美しい演技は芸術点で満点の6.0も出るなど高得点を獲得したが、当時のルールで重要視されていたコンパルソリーが苦手であったため、合計点で3位にとどまった。この出来事は翌年からコンパルソリーの比重を下げ、ショートプログラムを導入する一因ともなった。演技中、着氷に失敗したにもかかわらず終始笑顔で滑っていたことは、全世界で大絶賛された。そのときの髪はヴィダル・サスーンがカットしたもの。
その愛くるしい笑顔から「札幌の恋人」「銀盤の妖精」と呼ばれ日本中で人気を得、カルピスのCMにも出演した。選手村の自室の壁に「Peace & Love」と書き残して日本を離れたが、この建物が分譲アパートとなった後にこの落書きは消えてしまった。しかし翌1973年（昭和48年）に来日して再びサインした「Peace, Love + Life」は消されずに保存されている。また、後年出演したオリリー化粧品のCMでも「Peace & Love」のサインを書いている。ファンの一人であった歌手の竹内まりやは留学時、ホームステイ先の主人のはからいでジャネットの自宅に招待されている。
札幌オリンピックから1年後の1973年（昭和48年）にプロに転向。145万ドルという破格の契約金だった。以後2年間、Ice Follies（アイス・フォーリーズ）に所属し、各地を巡演しつつ、全米主要都市の広報を担当した。しかし、1975年（昭和50年）に喘息により引退を余儀なくされ、その後結婚し、双子を含む5人の子どもに恵まれた。病を食事療法で克服し、1981年（昭和56年）に現役復帰し、1982年と1983年にはプロのスケート選手権で優勝。しかし1984年に引退し、のちにスケートよりも家族のほうが大切と考えたと述べた。引退後も日本での人気も衰えず、1983年（昭和58年）にはTBSテレビドラマ『胸さわぐ苺たち』に本人役でゲスト出演。
1994年にアメリカ・フィギュアスケート界栄誉殿堂入り。
1998年（平成10年）の長野オリンピックではスポンサーであるマクドナルドにより長野オリンピック・スポークスパーソンに就任。長野オリンピック親善大使として来日し、選手村のマクドナルドオープニングセレモニーで挨拶を行った。マクドナルドのCMにも出演した。
2001年（平成13年）、世界フィギュアスケート殿堂入り。
その後、2007年1月に、キリスト教の文書伝導を目的とするパワー・フォー・リビングのキャンペーンに、日本ハムのヒルマン監督（当時）、かつて「久保田早紀」の芸名で活動していた歌手久米小百合、音楽ユニットm-floのMCであるVERBALとともに出演した。
2022年2月、札幌市は1972年札幌冬季五輪から50年を記念してジャネット・リンのメッセージを公開した。

## 主な戦績
| 大会/年      | 1967-68 | 1968-69 | 1969-70 | 1970-71 | 1971-72 | 1972-73 |
| ------------ | ------- | ------- | ------- | ------- | ------- | ------- |
| オリンピック | 9       |         |         |         | 3       |         |
| 世界選手権   | 9       | 5       | 6       | 4       | 3       | 2       |
| 全米選手権   | 3       | 1       | 1       | 1       | 1       | 1       |

## 著書
- 愛と平和を (平野みどり訳、英友社、1975年5月)
- ジャネット・リン ママになった妖精（小学館、1984年） ISBN 9784093060073

## 出演

### CM
- カルピス
- オリリー化粧品 （1982年）
- 日本マクドナルド（1998年）